# Селена (риба)
Селените (Selene vomer) са вид актиноптери от семейство Сафридови (Carangidae).Срещат се в Бразилия. 
Те са незастрашен вид.
Таксонът е описан за пръв път от Карл Линей през 1758 година.